# Alfons Van Meirvenne

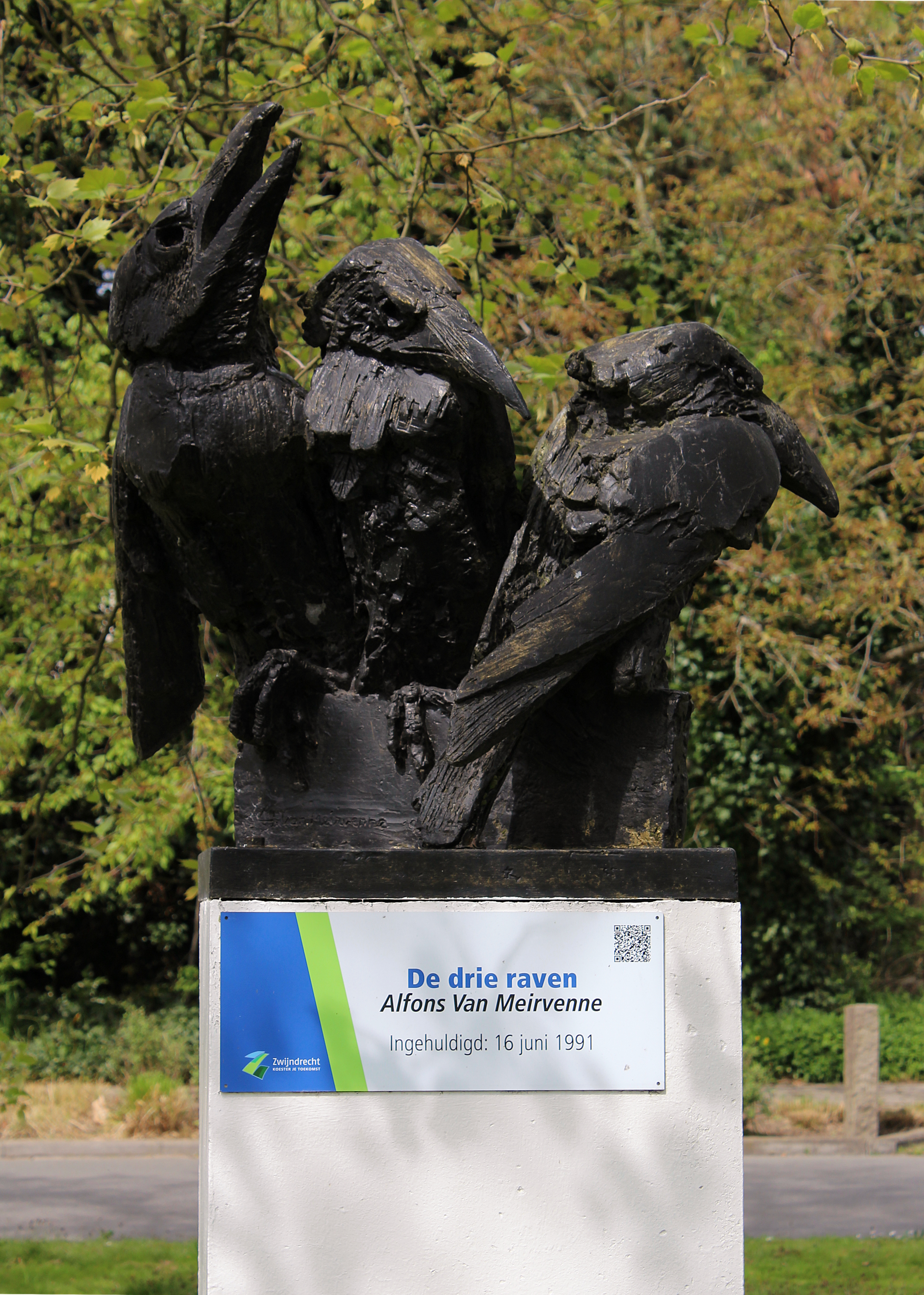
De drie raven in Burcht (Zwijndrecht) voor het cultuurproject: Kunst in de straat

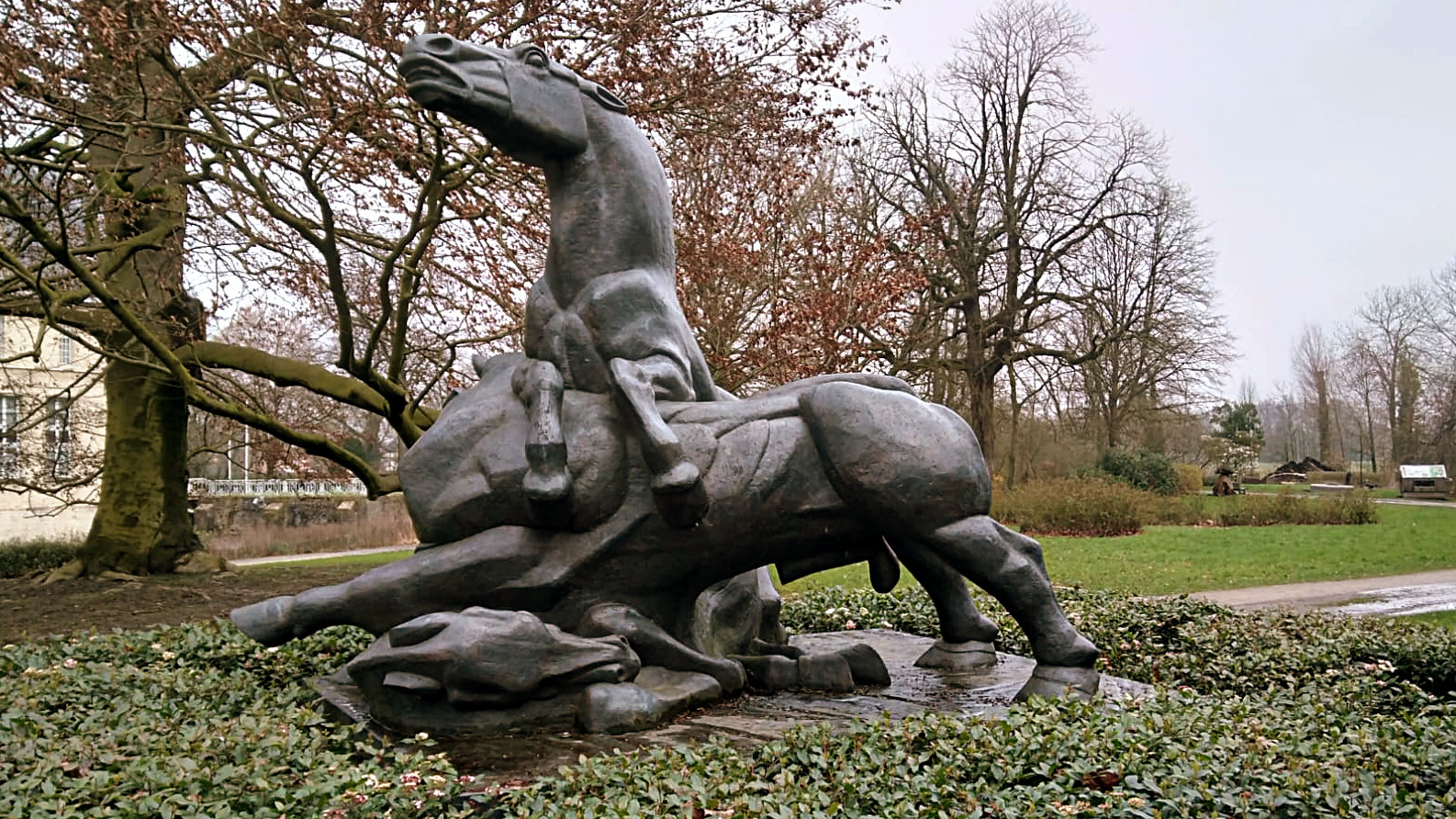
Paard verdedigt veulen tegen stier in de tuin van Kasteel Cortewalle te Beveren (met veulen op de voorgrond)

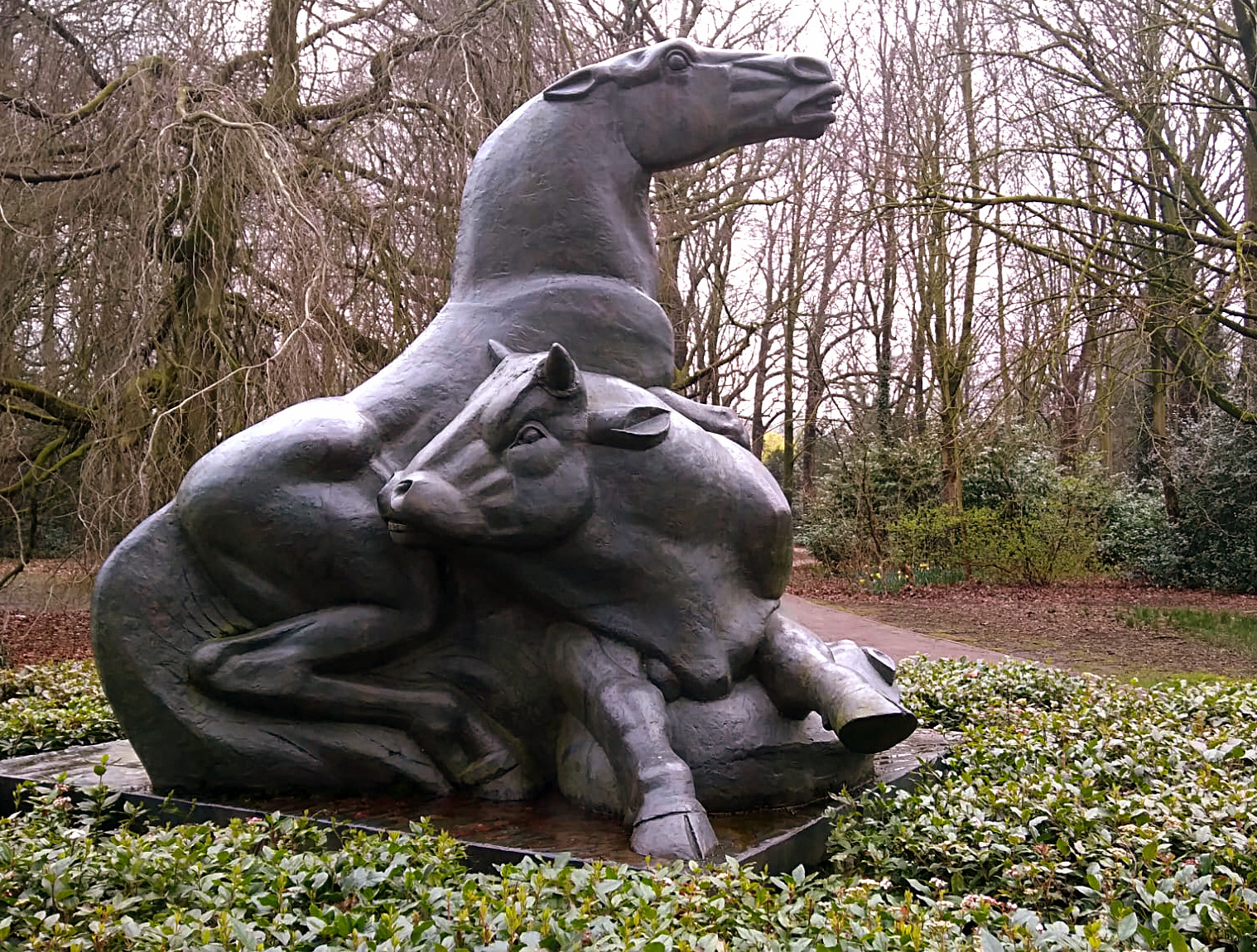
Paard verdedigt veulen tegen stier in de tuin van Kasteel Cortewalle te Beveren (met stier op de voorgrond)

Alfons Van Meirvenne is een Belgisch schilder en kunstenaar van voornamelijk dieren. Hij heeft verscheidene prijzen gewonnen, waaronder de Prijs van Rome voor schilderkunst in 1961.

## Leven
Alfons Van Meirvenne wordt geboren als deel van een tweeling op 6 december 1932 te Haasdonk. Zijn vader is André Van Meirvenne, een boomkweker, en zijn moeder heet Margareta Verbraeken.
Van 1947 tot 1950 is Van Meirvenne leerling Beeldhouwen aan de Stedelijke Academie voor Schone Kunsten in Sint-Niklaas bij Robert Van de Velde. Daar behaalt hij diverse prijzen en diploma’s. Op 12 oktober 1951 slaagt Van Meirvenne voor het toelatingsexamen voor het Nationaal Hoger Instituut voor Schone Kunsten van Antwerpen. Hij studeert er van 1951 tot 1959. Hij maakt twee studiereizen: een naar Italië in 1952 en een naar Spanje in 1957. Hier schildert hij een aantal landschappen.
Van Meirvenne is leraar tekenen geweest in de Provinciale School te Antwerpen (PIVA) en was gehuwd met Simonne Int Panis, een achternicht van Charles Int Panis.

## Werk
Alfons Van Meirvenne schildert en beeldhouwt vooral dieren. Sommige van zijn werken staan op openbaar terrein, zoals het beeldhouwwerk Paard verdedigt veulen tegen stier, dat op het domein Cortewalle staat, De drie raven in Burcht, voor het project Kunst in de straat, het Heilig Hart Beeld voor de kerk van Haasdonk en Ezelin met veulen in domein Puyenbroeck te Wachtebeke. Andere werken zijn in het bezit van privéverzamelaars, de Belgische Staat, de provincie Antwerpen, het Museum voor Schone Kunsten in Oostende, Sjeik Prins Naif Bin Abdulaziz Alsaud te Al Khobar in Saoedi-Arabië (5) en andere.
Voor zijn dierenschilderijen en –beeldhouwwerken, bezoekt Van Meirvenne vaak de Zoo in Antwerpen of Planckendael in Muizen.
Alfons Van Meirvenne heeft de illustraties in het kinderboek Wimpie de Straathond van zijn tante Alice Van Meirvenne gemaakt eveneens de illustraties voor de kinderboeken Toepeneus geschreven door Carl Eyckmans en de dichtbundel ZOO van Jean Sasse.
Een schilderij dat voor hemzelf van grote betekenis is, is Noodkreet der dieren, dat hij schilderde in 1982. Het is een schilderij van 10m op 3,5m en was in de Ost-zaal van de Dierentuin van Antwerpen te zien tijdens de tentoonstelling Het Aardse paradijs. Het is bedoeld als een aanklacht tegen de uitroeiing van dieren. Dit monumentaal schilderij werd bezocht door de koningin van Nederland.
Hoewel Alfons Van Meirvenne bekendstaat als dierenschilder, schildert hij af en toe ook landschappen en portretten. Ook de Kruisweg in de Sint-Jacobuskerk in Haasdonk is van zijn hand.
Aan de Kruisweg heeft hij meer dan een jaar gewerkt. Het zijn 14 schilderijen over de lijdensweg van Jezus. De Kruisweg is ingehuldigd op zondag 7 december 2008.
Er zijn al vele tentoonstellingen geweest van Van Meirvennes werk, soms ook samen met andere kunstenaars. Deze tentoonstellingen vonden plaats in Antwerpen, Brussel, Gent, Bergen, Sint-Niklaas, Woumen, Dendermonde, Burcht, Beveren, Brasschaat, Brugge, Ekeren, Borgerhout (België), New York (Verenigde Staten), Darmstadt, Soest (Duitsland), Turijn (Italië), Hulst, Eindhoven en Gorinchem (Nederland) en in verscheidene andere steden.
Een van de voornaamste tentoonstellingen was in GALERY ISY BRACHOT FILS in Brussel met als titel Salon International in 1963, hij exposeerde "samen met" onder andere Dali-Picasso-Chagall-Ensor-Permeke-Delmotte-Buffet-Vlaeminck enzovoort.
In de zomer van 1978 werd door het Belgisch leger, met inbreng van zijn neef Kolonel Raymond Van Meirvenne, een tentoonstelling georganiseerd in het koninklijk Atheneum te Soest (Duitsland). Deze tentoonstelling kreeg een internationaal karakter en werd plechtig geopend door de toenmalige minister van Nederlandse Cultuur en Vlaamse Zaken, mevrouw De Backer-Van Ocken. De opening gebeurde in aanwezigheid van o.a. de burgemeester van de stad Soest en verschillende hoge Belgische, Duitse en Amerikaanse militairen. Een van zijn schilderijen hangt in de hall van het stadhuis te Soest.
Aantal tentoonstellingen vanaf 1958 t/m 1977 als individuele exposities 51 keer, gezamenlijke exposities 58 keer, het juiste aantal na 1977 zijn niet juist bekend.

## Prijzen
Alfons Van Meirvenne heeft in zijn carrière verscheidene prijzen gewonnen:
- 1947 – 1950: Tijdens zijn tijd aan de Academie voor Schone Kunsten te Sint-Niklaas behaalt hij elf eerste prijzen en diploma’s, vier zilveren medailles en een gouden
- 1950: de Koninklijke Zilveren Medaille
- 1950: Prijs Horenbant te Sint-Niklaas
- 1951: Diploma schilderen van het figuur naar het leven, 1e plaats
- 1951: Prijs Oscar Nottebohm te Antwerpen
- 1951: Prijs van de Rotary Club te Antwerpen
- 1952: Prijs Karel Verlat van de Koninklijke Maatschappij voor Dierkunde te Antwerpen
- 1956: Prijs van de Vriendschap te Antwerpen
- 1956: Driejaarlijkse Prijs voor Schilderkunst van de stad Sint-Niklaas
- 1956: Prijs van de Club van XII te Antwerpen
- 1958: Prijs Piet Van Engelen te Antwerpen
- 1958: Prijs van een Dierenliefhebber te Antwerpen
- 1960: Beurs Godecharle te Brussel
- 1960: Grote Prijs voor Schilderkunst van de stad Oostende (Europaprijs). Zijn drie ingezonden schilderijen (‘Uilen’, ‘Varanen’ en ‘Krab’, alle uit 1959) halen hier allemaal de eindselectie.
- 1960: Gouden Medaille van de stad Sint-Niklaas
- 1961: Gouden Medaille van de provincie Oost-Vlaanderen
- 1961: Grote Prijs van Rome voor Schilderkunst
- 1962: Grand Prix de la Société de l’Ecole Française, Parijs
- 1962: Tweede prijs voor Beeldhouwkunst te Anderlecht

- International Standard Name Identifier: 0000 0003 7332 6426
- Library of Congress Control Number: n78093422
- Nederlandse Thesaurus van Auteursnamen: 073951374
- RKD-Nederlands Instituut voor Kunstgeschiedenis: 101455
- Virtual International Authority File: 55412527
- WorldCat: E39PBJjRWqHjCKF4bGktbGWVYP